# Samuel Zauber
Samuel Zauber (n. 9 ianuarie 1907, Timișoara, Austro-Ungaria – d. 12 iunie 1986, Ierusalim, Israel) a fost un fotbalist evreu din Austro-Ungaria și România, membru al clubului sportiv Maccabi București, care a jucat pe post de portar în echipa națională de fotbal a României la Campionatul Mondial de Fotbal 1930 din Uruguay.
În anul 1964 a emigrat în Israel.